# Gelato metropolitano (1980)
Gelato metropolitano è un album di Alberto Camerini del 1980.

## Tracce
1. Pane quotidiano
2. La ballata dell'invasione degli extraterrestri
3. Cenerentola
4. Alberto
5. Gelato metropolitano
6. Bambulè
7. Neurox
8. Macondo
9. Sciocka